# Aurel Vlaicu (Hunedoara)

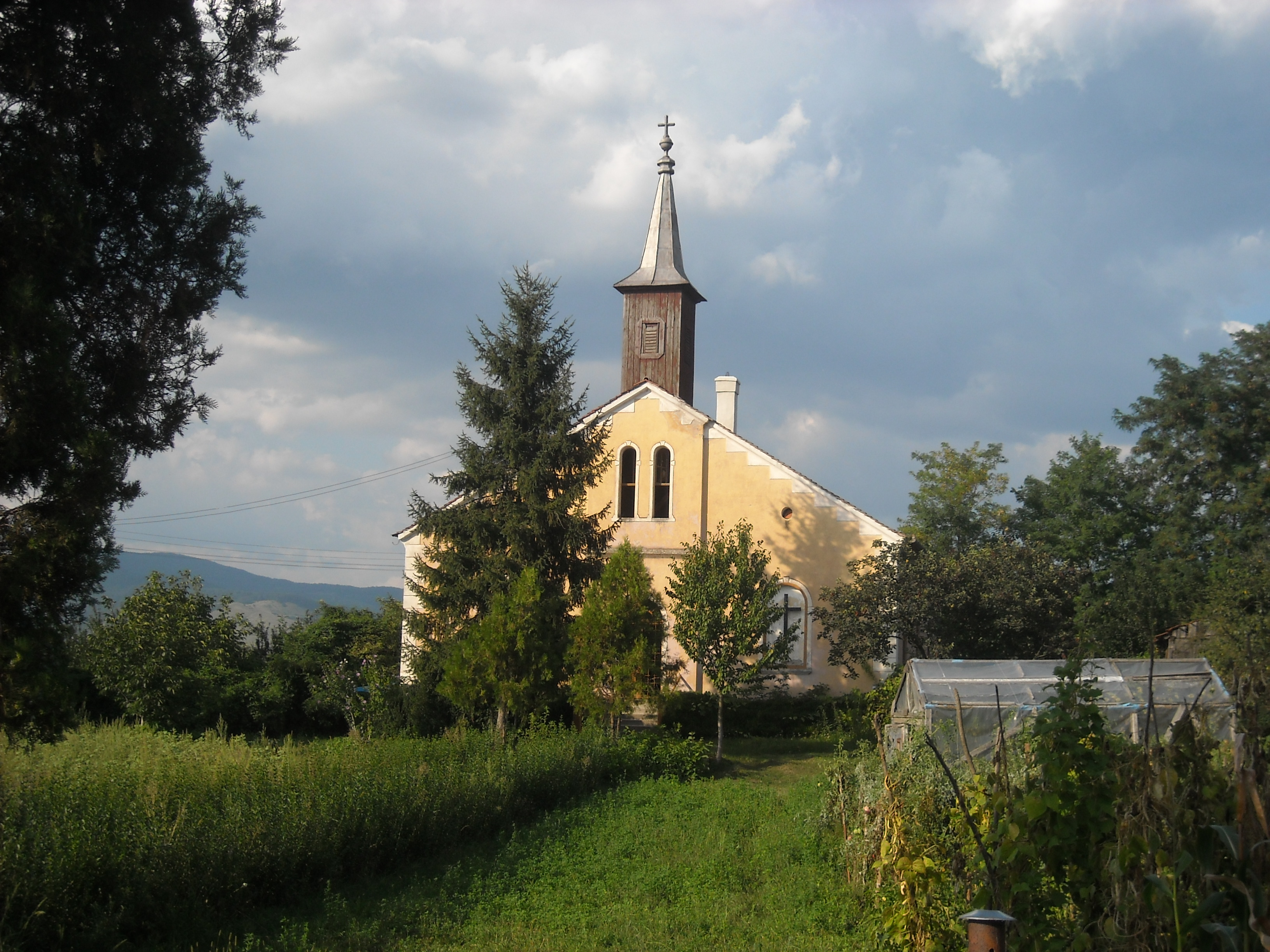
Hongaars Gereformeerde kerk

Aurel Vlaicu is een dorp in de regio Transsylvanië, in het Roemeense district Hunedoara.  Het dorp stond voorheen bekend als Biținți, in het Duits als Benzenz of Benzendorf en in het Hongaars als Bencenc. Het dorp is gelegen in de Mureș-vallei, 9 km van Orăștie. Het huis van de Roemeense luchtvaartpionier Aurel Vlaicu  is een open museum. Zij instrumenten, brieven, modellen, diploma's en de helm die hij tijdens zijn laatste vlucht droeg, zijn hier te zien. Een buste van Vlaicu in het dorp is gemaakt door Dumitru Bîrlad.

## Naam
In 1263 werd de plaats bekend als terra Sohteluk, Sothelik, Botheluk of Bohtteluk. De naam Bitinti/Benzendorf/Bencenc kwam vanaf 1291 voor en was te danken aan de landheer Bencenc (< Vincentius) een Szekler van adel. Later werd naar het dorp in 1345 ook nog weer verwezen naar Sahtoutelek.
In 1919 werd de bekendste zoon van het dorp benoemd en kreeg het dorp de naam Aurel Vlaicu.